# 曼彻斯特广场

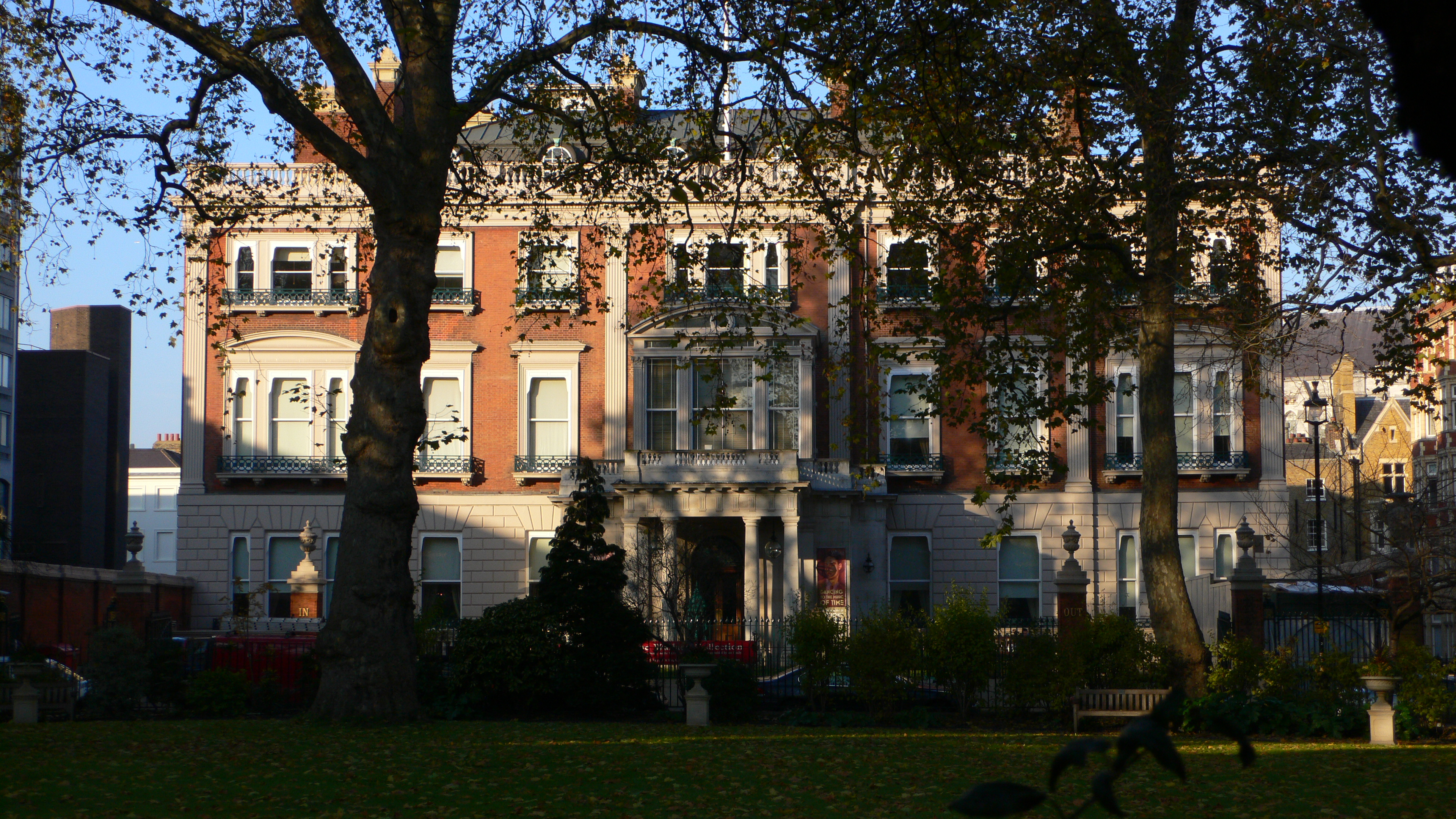
赫特福德府

曼彻斯特广场（Manchester Square）是英国伦敦的一个18世纪花园广场，位于马里波恩区，在牛津街以北不远处。曼彻斯特广场是伦敦较小，但保存较好的一个乔治式广场。广场北侧的中央部分是一座建筑，原名曼彻斯特府，后来称为赫特福德府，是华莱士收藏馆所在地，主要收集美术和装饰艺术。赫特福德府和广场为马里波恩的波特曼产业（Portman Estate）的一部分，建于1776年前后。
曼彻斯特广场的著名居民包括德国出生的作曲家朱利乌斯·本尼迪克特住在2号；英国神经学家约翰杰克逊住在3号；英国政治家和殖民地官员阿尔弗雷德·米尔纳勋爵住在14号。在1814年至1815年，曼彻斯特广场曾一度出名，因为报纸报道有一名猪面女子生活在那里.。
披头士乐队的第一张专辑《请取悦我》的封面照片就在曼彻斯特广场百代唱片伦敦总部内拍摄（现已拆除）。 
21世纪初，化学公司帝国化学工业迁入位于广场西北角的新总部。广场的其余部分仍然是砖砌乔治式排屋，其中许多现在是写字楼。